# Selim (namn)
För andra betydelser, se Selim.
Selim (arabiska: سليم), även stavat Salim, är ett mansnamn med arabiskt ursprung, som betyder "frisk, sund".
Namnsdag i Sverige den 27 juni mellan 1986 och 1992. I den finlandssvenska namnsdagslängden har Selim namnsdag 4 juni sedan starten 1929, då en egen namnsdagskalender togs i bruk för finlandssvenskar.